# 吳煥
吳煥（1445年—？），字文明，直隸懷安府山陽縣人，民籍，明朝政治人物。

## 生平
成化二十二年（1486年）丙午科應天府鄉試第一百三十四名舉人。曾任真定府平山县学教谕。弘治六年（1493年）中式癸丑科會試第一百七十二名，三甲第一百九十名進士。禮部觀政，授禮部祠祭司主事。

## 家族
曾祖吳夢麟；祖父吳惟德；父吳本大，母張氏。慈侍下。弟文昭。